# Schloss Balgstädt

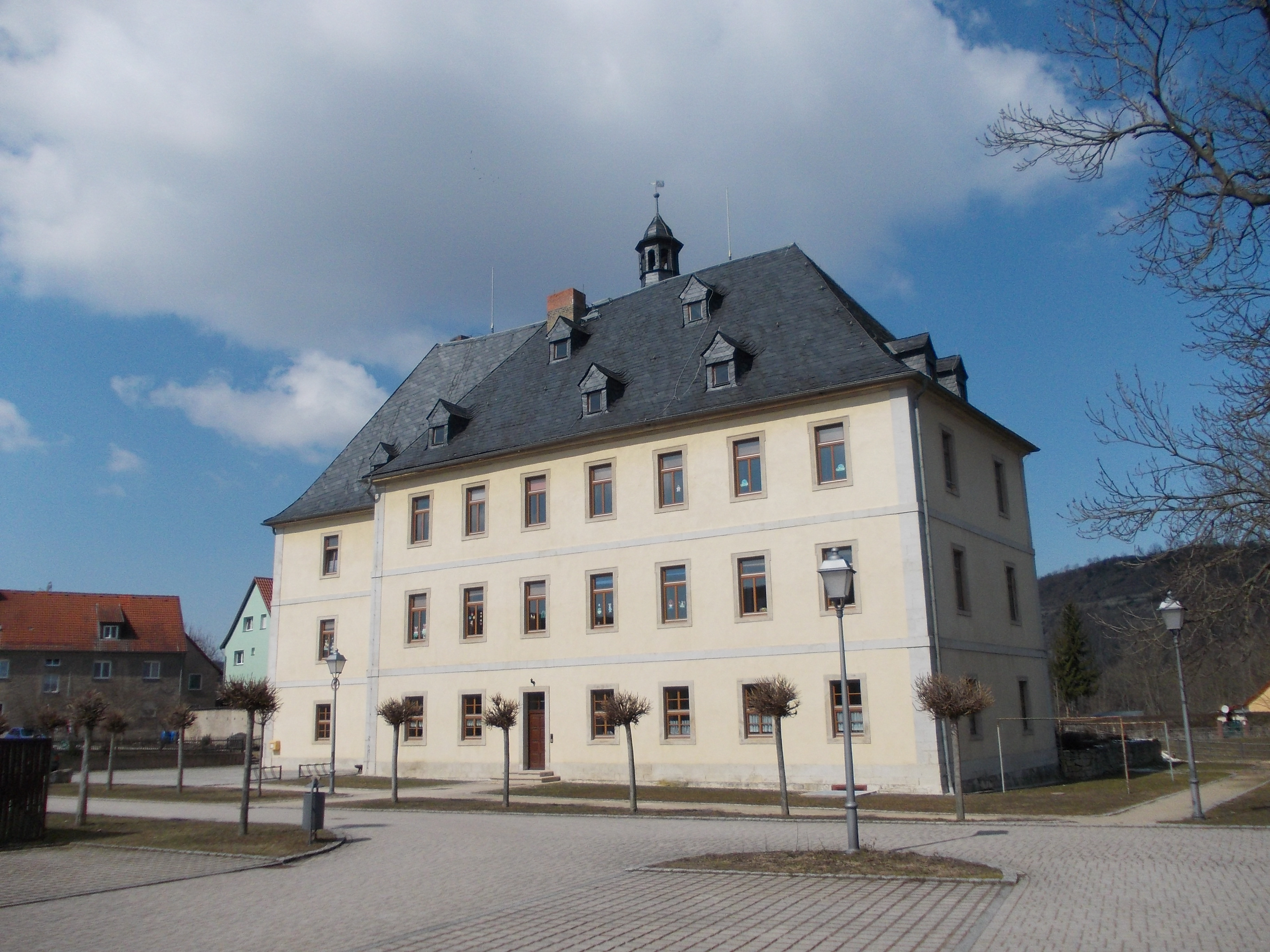
Schloss Balgstädt, 2014

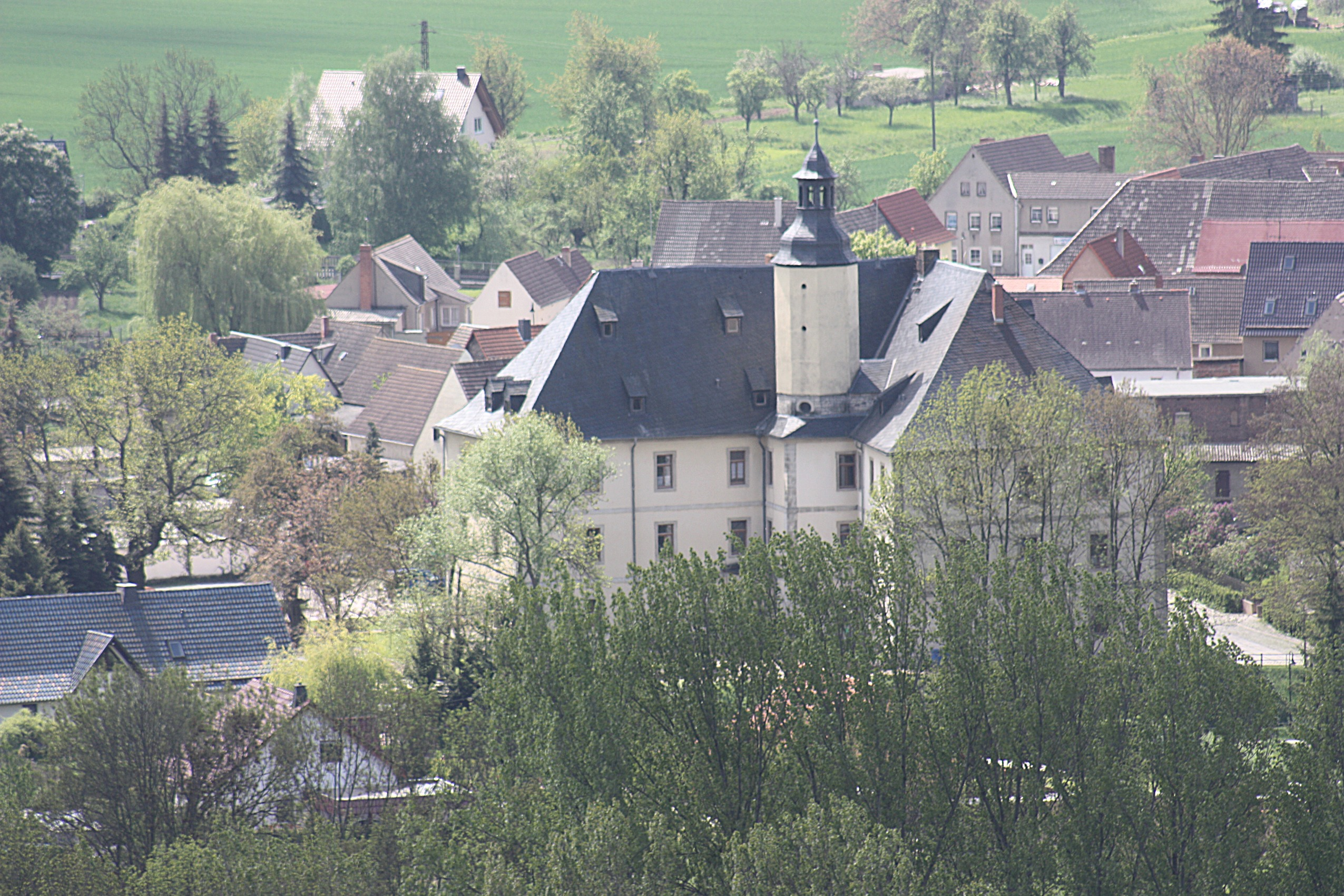
Schloss Balgstädt mit Treppenturm, 2010

Das Schloss Balgstädt, auch Wasserschloss Balgstädt genannt, ist ein denkmalgeschütztes Bauwerk im Ortsteil Balgstädt in der Verbandsgemeinde Unstruttal im Burgenlandkreis in Sachsen-Anhalt. Im örtlichen Denkmalverzeichnis ist das Schloss unter der Erfassungsnummer 094 83526 als Baudenkmal verzeichnet. Es hat die Adresse Am Schloß 20.

## Geschichte
Das barocke Wasserschloss entstand im 17. Jahrhundert, nachdem das Vorgängerbauwerk 1397 zerstört worden war. Es diente bis zur Bodenreform in der Sowjetischen Besatzungszone als Sitz der Gutsherren von Balgstädt. Das ursprüngliche aus Holz bestehende Bauwerk schuf Hans Friedrich Heßler. Ein Umbau ab 1744 durch den Besitzer Ernst Sperling verlieh dem Gebäude sein heutiges Aussehen.
Zum Rittergut Balgstädt gehörten die beiden Vorwerke Toppendorf und Rödel. 1750 erfolgte die Umwandlung von einem Mannlehn- in ein Erblehnrittergut. Dem im Schloss bis zur Auflösung 1849 ansässigen Patrimonialgericht Balgstädt unterstanden auch die Dörfer Größnitz und Städten.
Im 19. Jahrhundert entstand nordwestlich ein von einem Graben umgebener Park.
Heute befinden sich im Gebäude das Gemeindebüro, eine Kindereinrichtung und die Geschäftsstelle des Freizeit- und Tourismusvereins Balgstädt e.V.

## Architektur
Der große nüchterne Zweiflügelbau mit seinem hohen Walmdach hat drei Geschosse, die durch Gesimsbänder unterteilt sind. Das Dach trägt als Verzierung Dachgauben und an der Hauptfront im Süden befindet sich ein flacher dreiachsiger Risalit mit Portal. Ein quadratischer Treppenturm mit einem achteckigen Aufsatz mit Haube und Laterne, steht im Winkel der beiden Gebäudeflügel.

## Besitzerfolge
- von Neustadt (bis 1570)
- von Ebeleben (1570–1580)
- von Barschwitz (1580–1584)
- von Kreytzen (1584–1617)
- von Heßler (1617–1731)
- Schiecke/Schick (1731–1744)
- von Sperling (1744–1945)